# Morannes
Morannes är en kommun i departementet Maine-et-Loire i regionen Pays de la Loire i nordvästra Frankrike. Kommunen ligger i kantonen Durtal som tillhör arrondissementet Angers. År 2013 hade Morannes 1 800 invånare.

## Befolkningsutveckling
Antalet invånare i kommunen Morannes
| Referens: INSEE |